# Anoectochilus
Genre
Classification phylogénétique
Anoectochilus est un genre de la famille des Orchidaceae, de la sous-famille des Orchidoideae, comptant environ 50 espèces.

## Liste d'espèces
- Anoectochilus albolineatus C.S.P.Parish & Rchb.f. (1874) :  (Birmanie, Thaïlande, Vietnam)
- Anoectochilus albomarginatus Loudon (1855)
- Anoectochilus annamenis (2007) (Vietnam)
- Anoectochilus baotingensis (K.Y.Lang) Ormerod (2003) (Chine, Hainan)
- Anoectochilus brevilabris Lindl. (1840)
- Anoectochilus brevistylus (Hook.f.) Ridl. (1907)
- Anoectochilus burmannicus Rolfe (1922)
- Anoectochilus calcareus Aver. (1996 publ. 1997).
- Anoectochilus candidus (T.P.Lin & C.C.Hsu) K.Y.Lang (1999).
- Anoectochilus chapaensis Gagnep.(1931).
- Anoectochilus clarkei (Hook.f.) Seidenf. & Smitinand (1959).
- Anoectochilus crispus Lindl. (1857).
- Anoectochilus daoensis Gagnep. (1951).
- Anoectochilus dewildeorum Ormerod (2005) (Sumatra)
- Anoectochilus elatus Lindl. (1857).
- Anoectochilus elwesii (C.B.Clarke ex Hook.f.) King & Pantl. (1898).
- Anoectochilus emeiensis K.Y.Lang (1982)
- Anoectochilus falconis Ormerod  (2005) (Malaisie)
- Anoectochilus flavescens Blume (1825).
- Anoectochilus formosanus Hayata (1914).
- Anoectochilus geniculatus Ridl. (1896) (Thaïlande, Malaisie, Sumatra)
- Anoectochilus grandiflorus Lindl. (1857).
- Anoectochilus imitans Schltr. (1906).
- Anoectochilus inabai Hayata (1914).
- Anoectochilus insignis Schltr. (1911).
- Anoectochilus integrilabris Carr (1935).
- Anoectochilus kinabaluensis (Rolfe) J.J.Wood & Ormerod (1994).
- Anoectochilus klabatensis (Schltr.) S.Thomas (2002).
- Anoectochilus koshunensis Hayata (1914).
- Anoectochilus lanceolatus Lindl. (1840).
- Anoectochilus longicalcaratus J.J.Sm. (1922).
- Anoectochilus lylei Rolfe ex Downie (1925).
- Anoectochilus narasimhanii Sumathi & al. (2003).
- Anoectochilus nicobaricus N.P.Balakr. & P.Chakra (1978 publ. 1979).
- Anoectochilus papuanus (Schltr.) W.Kittr. (1984 publ. 1985).
- Anoectochilus pectinatus (Hook.f.) Ridl. (1907).
- Anoectochilus petelotii (Gagnep.) Seidenf. (1975).
- Anoectochilus pingbianensis K.Y.Lang (1996).
- Anoectochilus reinwardtii Blume (1858).
- Anoectochilus repens (Downie) Seidenf. & Smitinand (1959).
- Anoectochilus rhombilabius'' Ormerod (2002).
- Anoectochilus sandvicensis Lindl. (1840).
- Anoectochilus setaceus Blume (1825) (espèce type)
- Anoectochilus sikkimensis King & Pantl. (1896)
- Anoectochilus subregularis (Rchb.f.) Ormerod (1996).
- Anoectochilus sumatranus (J.J.Sm.) J.B.Comber (2001).
- Anoectochilus tetrapterus Hook.f. (1890).
- Anoectochilus tridentatus Seidenf. (1992).
- Anoectochilus xingrenensis Z.H.Tsi & X.H.Jin (2002).
- Anoectochilus yatesiae F.M.Bailey (1907).
- Anoectochilus zhejiangensis Z.Wei & Y.B.Chang (1989).

## Répartition
Asie depuis l'Himalaya, passant par l'Asie du Sud-Est et jusqu'aux îles du Pacifique.